# Грегори (шоссе)
Шоссе Грегори (англ. Gregory Highway) — шоссе штата Квинсленд (Австралия), обслуживающее крупные центры угледобычи в Центральном Квинсленде. Шоссе было названо в честь Огастеса Грегори, исследователя Австралии. Трасса шоссе более или менее повторяет маршрут, пройденный Грегори во время его путешествия в 1855—1856 годах.

## Описание маршрута
Шоссе проходит на юг от ручья Кварц-Блоу, от точки в 31 километре к западу от Маунт-Сюрпрайз на Галф-Девелопментал-Роуд (национальная трасса 1), и проходит через Чартерс-Тауэрс до Спрингшура. Протяжённость шоссе — около 930 километров. Оно проходит в направлении северо-запад — юго-восток, и, по сути, параллельно восточному побережью Австралии. Северный участок, протяженностью 756 километров, обозначен правительством штата как Грегори-Девелопментал-Роуд (англ. Gregory Developmental Road). Более короткий южный участок между Клермонтом и Спрингшуром (174 километра) обозначен как шоссе Грегори (англ. Gregory Highway). По состоянию на 2015 год, первые 120 километров между Галф-Девелопментал-Роуд через Эйнаслей до перекрестка Линд не имели покрытия. Следующий участок до Чартерс-Тауэрс был модернизирован с однополосной дороги до преимущественно двухполосной асфальтированной. Дорога используется автопоездами.

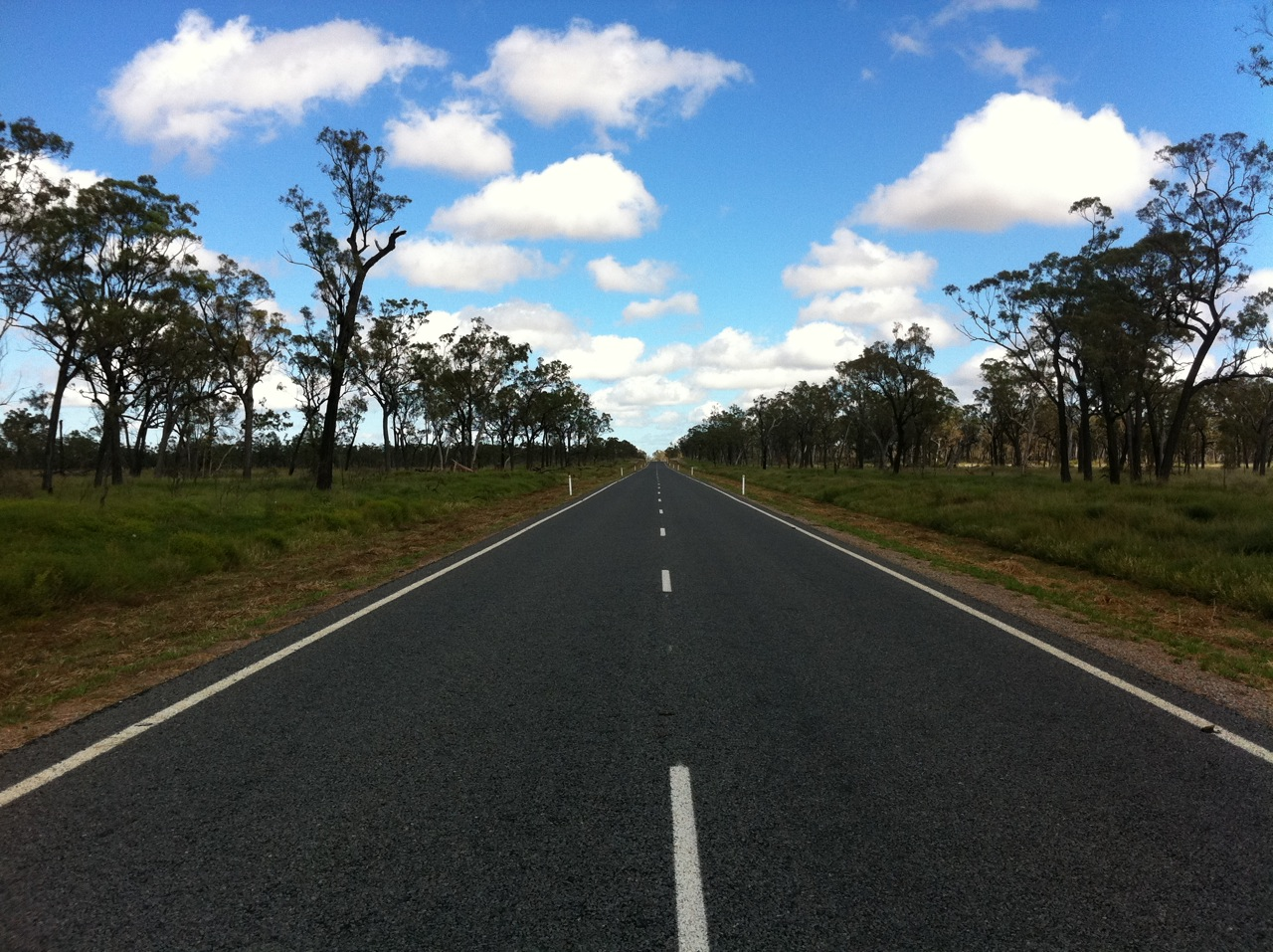
Высококачественный участок дороги
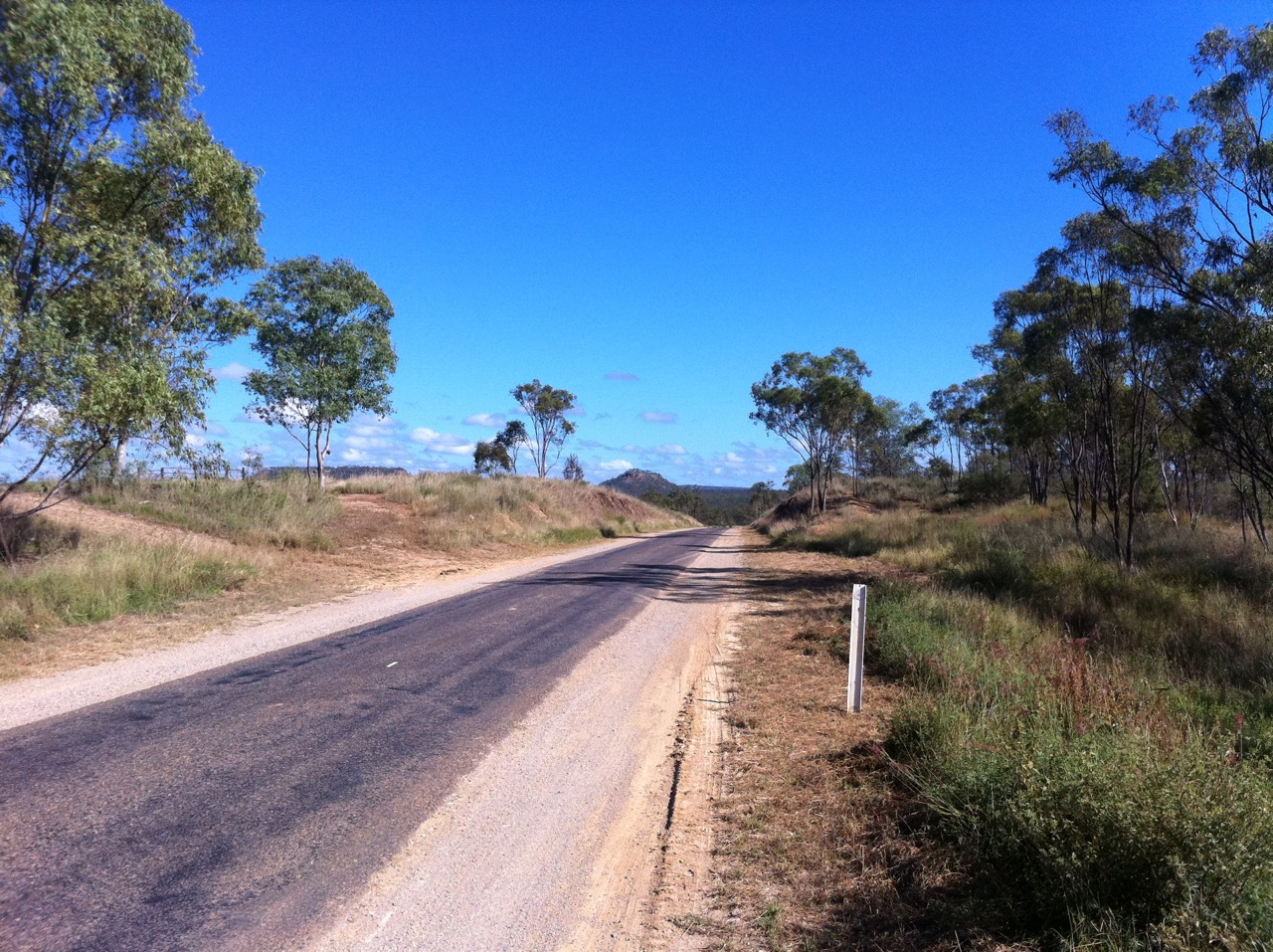
Пример участка дороги низкого качества

## Список населённых пунктов, расположенных вдоль шоссе Грегори и Грегори-Девелопментал-Роуд

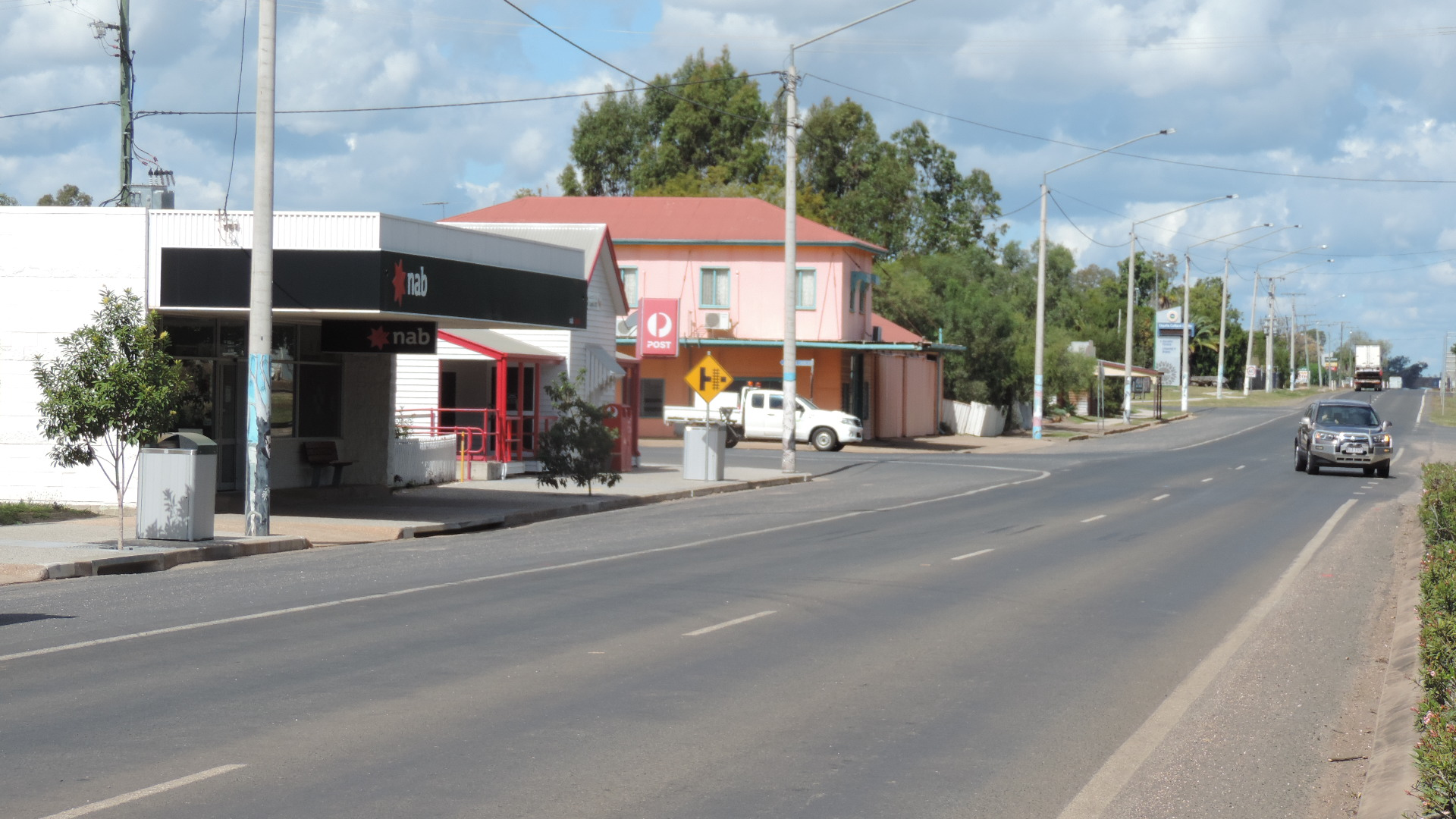
Шоссе Грегори проходит через Капеллу, 2016 год

- Маунт-Сюрпрайз[англ.]
- Эйнаслей[англ.]
- Чартерс-Тауэрс
- Бельяндо[англ.]
- Клермонт
- Капелла[англ.]
- Эмералд
- Спрингшур[англ.]

## Основные перекрёстки
| Район местного самоуправления                                                                  | Населённый пункт | км  | мили | Направления                                                                                         | Примечания |
| ---------------------------------------------------------------------------------------------- | ---------------- | --- | ---- | --------------------------------------------------------------------------------------------------- | --- |
| Этеридж                                                                                        | Маунт-Сюрпрайз   | 0   | 0,0  | Галф-Девелопментал-Роуд (Национальная трасса 1) — запад — Джорджтаун / восток — Маунт-Сюрпрайз      | Северный конец Грегори-Девелопментал-Роуд (номер маршрута отсутствует).                                                       |
| Этеридж                                                                                        | Конджубой        | 120 | 75   | Кеннеди-Девелопментал-Роуд (трасса штата 62) — на запад, затем на юг — Хьюэнден / восток — Гринвейл | Западная конечная точка попутной Кеннеди-Девелопментал-Роуд.                                                                  |
| Этеридж                                                                                        | Конджубой        | 123 | 76   | Кеннеди-Девелопментал-Роуд (трасса штата 62) — север — Маунт-Гарнет                                 | Восточная конечная точка попутной Кеннеди-Девелопментал-Роуд.                                                                 |
| Этеридж                                                                                        | Конджубой        | 123 | 76   | Кеннеди-Девелопментал-Роуд (трасса штата 62) — север — Маунт-Гарнет                                 | Грегори-Девелопментал-Роуд продолжается на юго-восток как трасса штата 63.                                                    |
| Чартерс-Тауэрс                                                                                 | Базальт          | 284 | 176  | Херви-Рейндж-Роуд (трасса штата 72) — восток — Херви-Рейндж                                         | |
| Чартерс-Тауэрс                                                                                 | Чартерс-Тауэрс   | 382 | 237  | Шоссе Флиндерс (государственная трасса A6) — восток — Таунсвилл                                     | Северная конечная точка попутного шоссе Флиндерс / Грегори-Девелопментал-Роуд продолжается на юго-запад через Чартерс-Тауэрс. |
| Чартерс-Тауэрс                                                                                 | Блэк-Джек        | 390 | 240  | Шоссе Флиндерс (государственная трасса A6) — запад — Пентленд                                       | Южная конечная точка попутного шоссе Флиндерс.                                                                                |
| Чартерс-Тауэрс                                                                                 | Блэк-Джек        | 390 | 240  | Шоссе Флиндерс (государственная трасса A6) — запад — Пентленд                                       | Грегори-Девелопментал-Роуд продолжается на юг как государственная трасса A7.                                                  |
| Айзак                                                                                          | Бельяндо         | 588 | 365  | Боуэн-Девелопмент-Роуд (трасса штата 77) — восток — Маунт-Кулон                                     | |
| Айзак                                                                                          | Клермонт         | 741 | 460  | Шоссе Пик-Даунс (трасса штата 70) — восток — Небо                                                   | Северная конечная точка попутного шоссе Пик-Даунс.                                                                            |
| Айзак                                                                                          | Клермонт         | 755 | 469  | Шоссе Пик-Даунс (трасса штата 70) — юг — Клермонт                                                   | Южная конечная точка попутного шоссе Пик Даунс / Шоссе Грегори продолжается на восток как государственная трасса A7.          |
| Сентрал-Хайлендс                                                                               | Эмералд          | 862 | 536  | Шоссе Козерога (государственная трасса A4) — запад — Альфа                                          | Западная конечная точка попутного шоссе Козерога                                                                              |
| Сентрал-Хайлендс                                                                               | Эмералд          | 864 | 537  | Шоссе Козерога (государственная трасса A4) — восток — Блэкуотер                                     | Восточная конечная точка попутного шоссе Козерога                                                                             |
| Сентрал-Хайлендс                                                                               | Спрингшур        | 930 | 580  | Шоссе Доусон (государственная трасса A7) — юго-восток — Роллестон                                   | Южный конец шоссе Грегори / Государственная трасса A7 продолжается на юго-восток как шоссе Доусон                             |
| 1 миля = 1,609 км; 1 км = 0,621 миль конечная точка попутного маршрута · смена номера маршрута |                  |     |      | | |